# Temporada da NFL de 1984
A Temporada de 1984 da NFL foi a 65ª temporada regular da National Football League. Nesta temporada os Colts se mudaram de Baltimore, Maryland para Indianapolis, Indiana.
A temporada terminou no Super Bowl XIX onde o San Francisco 49ers derrotou o Miami Dolphins. Este foi o primeiro Super Bowl tevelisionado pela ABC, que entrou na rotação anual de transmissão com a CBS e com a NBC. Esse jogo teve a menor distância na história da liga entre a cidade sede do Super Bowl (Palo Alto, CA) e o time campeão (San Francisco 49ers).
Os 49ers se tornaram o primeiro time na história da NFL a vencer 15 jogos em temporada regular, vencendo 18 partidas no ano (contando playoffs).

## Classificação
V = Vitórias, D = Derrotas, E = Empates, PCT = porcentagem de vitórias, PF= Pontos feitos, PS = Pontos sofridos
 x  - marca os times classificados pelo wild card (repescagem),  y  - marca os times que levaram o titulo de suas divisões
| AFC East              |    |    |   |      |     |     |
| Time                  | V  | D  | E | PCT  | PF  | PS  |
| y-Miami Dolphins      | 14 | 2  | 0 | .875 | 513 | 298 |
| New England Patriots  | 9  | 7  | 0 | .563 | 362 | 352 |
| New York Jets         | 7  | 9  | 0 | .438 | 332 | 364 |
| Indianapolis Colts    | 4  | 12 | 0 | .250 | 239 | 414 |
| Buffalo Bills         | 2  | 14 | 0 | .125 | 250 | 454 |
| AFC Central           |    |    |   |      |     |     |
| Time                  | V  | D  | E | PCT  | PF  | PS  |
| y-Pittsburgh Steelers | 9  | 7  | 0 | .563 | 387 | 310 |
| Cincinnati Bengals    | 8  | 8  | 0 | .500 | 339 | 339 |
| Cleveland Browns      | 5  | 11 | 0 | .313 | 250 | 297 |
| Houston Oilers        | 3  | 13 | 0 | .188 | 240 | 437 |
| AFC West              |    |    |   |      |     |     |
| Time                  | V  | D  | E | PCT  | PF  | PS  |
| y-Denver Broncos      | 13 | 3  | 0 | .813 | 353 | 241 |
| x-Seattle Seahawks    | 12 | 4  | 0 | .750 | 418 | 282 |
| x-Los Angeles Raiders | 11 | 5  | 0 | .688 | 368 | 278 |
| Kansas City Chiefs    | 8  | 8  | 0 | .500 | 314 | 324 |
| San Diego Chargers    | 7  | 9  | 0 | .438 | 394 | 413 |

| NFC East              |    |    |   |      |     |     |
| Time                  | V  | D  | E | PCT  | PF  | PS  |
| y-Washington Redskins | 11 | 5  | 0 | .688 | 426 | 310 |
| x-New York Giants     | 9  | 7  | 0 | .563 | 299 | 301 |
| St. Louis Cardinals   | 9  | 7  | 0 | .563 | 423 | 345 |
| Dallas Cowboys        | 9  | 7  | 0 | .563 | 308 | 308 |
| Philadelphia Eagles   | 6  | 9  | 1 | .406 | 278 | 320 |
| NFC Central           |    |    |   |      |     |     |
| Time                  | V  | D  | E | PCT  | PF  | PS  |
| y-Chicago Bears       | 10 | 6  | 0 | .625 | 325 | 248 |
| Green Bay Packers     | 8  | 8  | 0 | .500 | 390 | 309 |
| Tampa Bay Buccaneers  | 6  | 10 | 0 | .375 | 335 | 380 |
| Detroit Lions         | 4  | 11 | 1 | .281 | 283 | 408 |
| Minnesota Vikings     | 3  | 13 | 0 | .188 | 276 | 484 |
| NFC West              |    |    |   |      |     |     |
| Time                  | V  | D  | E | PCT  | PF  | PS  |
| y-San Francisco 49ers | 15 | 1  | 0 | .938 | 475 | 227 |
| x-Los Angeles Rams    | 10 | 6  | 0 | .625 | 346 | 316 |
| New Orleans Saints    | 7  | 9  | 0 | .438 | 298 | 361 |
| Atlanta Falcons       | 4  | 12 | 0 | .250 | 281 | 382 |

### Desempate
- N.Y. Giants terminou a frente de St. Louis e de Dallas na NFC East baseado em um melhor retrospecto no contronto direto (3-1 contra 2-2 do Cardinals e 1-3 do Cowboys).
- St. Louis tereminou a frente de Dallas na NFC East baseado em uma melhor campanha dentro da divisão (5-3 contra 3-5 do Cowboys).

## Playoffs
|  |                                  |                                  |                                  |                                    |                |                                    |                                  |                                  |               |                                  |                |                |  |  |  |  |  |  |
|  |                                  |                                  |                                  |                                    |                | Playoffs de Divisão                |                                  |                                  |               |                                  |                |                |  |  |  |  |  |  |
|  |                                  |                                  |                                  |                                    |                | 30 de dezembro - Mile High Stadium |                                  |                                  |               |                                  |                |                |  |  |  |  |  |  |
|  | Jogo de Wild Card da AFC         | Jogo de Wild Card da AFC         | Jogo de Wild Card da AFC         | Campeão da AFC                     | Campeão da AFC | Campeão da AFC                     |                                  |                                  |               |                                  |                |                |  |  |  |  |  |  |
|  | Jogo de Wild Card da AFC         | Jogo de Wild Card da AFC         | Jogo de Wild Card da AFC         | Campeão da AFC                     | Campeão da AFC | Campeão da AFC                     | 3                                | Pittsburgh                       | 24            |                                  |                |                |  |  |  |  |  |  |
|  | 22 de dezembro - The Kingdome    | 22 de dezembro - The Kingdome    | 22 de dezembro - The Kingdome    |                                    |                | 6 de janeiro - Miami Orange Bowl   | 6 de janeiro - Miami Orange Bowl | 6 de janeiro - Miami Orange Bowl | 24            |                                  |                |                |  |  |  |  |  |  |
|  | 22 de dezembro - The Kingdome    | 22 de dezembro - The Kingdome    | 22 de dezembro - The Kingdome    | 2                                  | Denver         | 6 de janeiro - Miami Orange Bowl   | 6 de janeiro - Miami Orange Bowl | 6 de janeiro - Miami Orange Bowl | 17            |                                  |                |                |  |  |  |  |  |  |
|  | 5                                | L.A. Raiders                     | 7                                | 2                                  | Denver         | 3                                  | Pittsburgh                       | 28                               | 17            |                                  |                |                |  |  |  |  |  |  |
|  | 5                                | L.A. Raiders                     | 7                                | 29 de dezembro - Miami Orange Bowl |                | 3                                  | Pittsburgh                       | 28                               |               |                                  |                |                |  |  |  |  |  |  |
|  | 4                                | Seattle                          | 13                               |                                    |                | 1                                  | Miami                            | 45                               |               | Super Bowl XIX                   | Super Bowl XIX | Super Bowl XIX |  |  |  |  |  |  |
|  | 4                                | Seattle                          | 13                               | 4                                  | Seattle        | 1                                  | Miami                            | 45                               | 10            | Super Bowl XIX                   | Super Bowl XIX | Super Bowl XIX |  |  |  |  |  |  |
|  |                                  |                                  |                                  | 4                                  | Seattle        |                                    |                                  |                                  | 10            | 20 de janeiro - Stanford Stadium |                |                |  |  |  |  |  |  |
|  | 1                                | Miami                            | 31                               |                                    |                |                                    |                                  |                                  |               |                                  |                |                |  |  |  |  |  |  |
|  | 1                                | Miami                            | 31                               | A1                                 | Miami          | 16                                 |                                  |                                  |               |                                  |                |                |  |  |  |  |  |  |
|  | 30 de dezembro - RFK Stadium     |                                  |                                  | A1                                 | Miami          | 16                                 |                                  |                                  |               |                                  |                |                |  |  |  |  |  |  |
|  | Jogo de Wild Card da NFC         | Jogo de Wild Card da NFC         | Jogo de Wild Card da NFC         | Campeão da NFC                     | Campeão da NFC | Campeão da NFC                     |                                  | N1                               | San Francisco | 38                               |                |                |  |  |  |  |  |  |
|  | Jogo de Wild Card da NFC         | Jogo de Wild Card da NFC         | Jogo de Wild Card da NFC         | Campeão da NFC                     | Campeão da NFC | Campeão da NFC                     | 3                                | N1                               | San Francisco | 38                               | Chicago        | 23             |  |  |  |  |  |  |
|  | 23 de dezembro - Anaheim Stadium | 23 de dezembro - Anaheim Stadium | 23 de dezembro - Anaheim Stadium |                                    |                | 6 de janeiro - Candlestick Park    | 6 de janeiro - Candlestick Park  | 6 de janeiro - Candlestick Park  |               |                                  |                | 23             |  |  |  |  |  |  |
|  | 23 de dezembro - Anaheim Stadium | 23 de dezembro - Anaheim Stadium | 23 de dezembro - Anaheim Stadium | 2                                  | Washington     | 6 de janeiro - Candlestick Park    | 6 de janeiro - Candlestick Park  | 6 de janeiro - Candlestick Park  | 19            |                                  |                |                |  |  |  |  |  |  |
|  | 5                                | N.Y. Giants                      | 16                               | 2                                  | Washington     | 3                                  | Chicago                          | 0                                | 19            |                                  |                |                |  |  |  |  |  |  |
|  | 5                                | N.Y. Giants                      | 16                               | 29 de dezembro - Candlestick Park  |                | 3                                  | Chicago                          | 0                                |               |                                  |                |                |  |  |  |  |  |  |
|  | 4                                | L.A. Rams                        | 13                               |                                    |                | 1                                  | San Francisco                    | 23                               |               |                                  |                |                |  |  |  |  |  |  |
|  | 4                                | L.A. Rams                        | 13                               | 5                                  | N.Y. Giants    | 1                                  | San Francisco                    | 23                               | 10            |                                  |                |                |  |  |  |  |  |  |
|  |                                  |                                  |                                  | 5                                  | N.Y. Giants    |                                    |                                  |                                  |               |                                  |                |                |  |  |  |  |  |  |
|  | 1                                | San Francisco                    | 21                               |                                    |                |                                    |                                  |                                  |               |                                  |                |                |  |  |  |  |  |  |
|  | 1                                | San Francisco                    | 21                               |                                    |                |                                    |                                  |                                  |               |                                  |                |                |  |  |  |  |  |  |

### AFC
- Wild-Card playoff: SEATTLE 13, L.A. Raiders 7
- Divisional playoffs: MIAMI 31, Seattle 10; Pittsburgh 24, DENVER 17
- AFC Championship: MIAMI 45, Pittsburgh 28 no Orange Bowl, Miami, Flórida, 6 de janeiro de 1985

### NFC
- Wild-Card playoff: N.Y. Giants 16, L.A. RAMS 13
- Divisional playoffs: SAN FRANCISCO 21, N.Y. Giants 10; Chicago 23, WASHINGTON 19
- NFC Championship: SAN FRANCISCO 23, Chicago 0 no Candlestick Park, San Francisco, Califórnia, 6 de janeiro de 1985

### Super Bowl
- Super Bowl XIX: San Francisco (NFC) 38, Miami (AFC) 16, no Stanford Stadium, Stanford, Califórnia, 20 de janeiro de 1985

## Marcas importantes
Os seguintes jogadores estabeleceram novos recordes durante a temporada:
| Maior número de jardas aéreas conquistadas, temporada     | Dan Marino, Miami (5.084)                     |
| Maior número de passes para Touchdown, temporada          | Marino, Miami (48)                            |
| Maior número de jardas terrestres conquistadas, temporada | Eric Dickerson, Los Angeles Rams (2.105)      |
| Maior número de recepções, temporada                      | Art Monk, Washington (106)                    |
| Maior número de jardas terrestres, carreira               | Walter Payton, Chicago (13.309 ao fim do ano) |